# Garibaldi (film 1907)
Garibaldi è un cortometraggio muto italiano diretto da Mario Caserini nel 1907; considerato un film perduto, è la prima pellicola sulla vita del generale e patriota italiano Giuseppe Garibaldi, eroe del Risorgimento o dell'unificazione italiana.

## Produzione
Il film venne girato nel 1907, in occasione dei cento anni dalla nascita del protagonista e venne presentato anche con altri titoli: Vita e morte di Giuseppe Garibaldi, Vita di Giuseppe Garibaldi, Garibaldi e la sua epopea, Epopea garibaldina.

## Trama
Il film è andato perduto ma dai resoconti dell'epoca si sa che era suddiviso in 12 scene dedicate agli avvenimenti salienti della vita di Garibaldi.

## Distribuzione
- Italia: 1907
- Danimarca: 24 luglio 1907 come "Frihedshelten Garibaldi"
- Francia: febbraio 1908
- Germania